# Cord rig
Il Cord rig è il nome dato dagli archeologi ad un sistema di coltivazione praticato nella preistoria e successivamente nell'altopiano britannico. I badili erano usati per scavare banchi di terreno rialzato per la coltivazione con canali di drenaggio correnti lungo i fianchi. 
Dove sopravvive, esso è costituito da ridges paralleli di terreno di circa 1 m larghi e 0.15 m alti. Nei campi i ridges sono separati da bassi furrows di circa 0.5 ettari o circa 1 acro (4.000 m2). La presenza di cord rig suggerisce la vicinanza di insediamenti che possono essere identificati dalla fotografia aerea.
Nel Northumberland, un esempio di cord rig è stato identificato passante sotto il Vallo di Adriano, e perciò precedente a questo.